# Ondougou
Ondougou is een gemeente (commune) in de regio Mopti in Mali. De gemeente telt 5700 inwoners (2009).